# 拉塞爾維爾 (密蘇里州雷縣)
拉塞爾維爾（英語：Russellville），又名福克斯（Fox），是位於美國密蘇里州雷縣的非建制地區。

## 歷史
拉塞爾維爾的郵局（名為福克斯）於1864年設立，其後於1904年停運。

## 地理
拉塞爾維爾所處的海拔為高於海平面288米（即945英呎），而該地所採用的時區為UTC-6，即北美中部時區（CST）。同時該地設有夏令時間，為UTC-6調快一小時，即UTC-5（CDT）。